# Campeonato Europeo de Ciclocrós de 2009
El VII Campeonato Europeo de Ciclocrós se celebró en Hoogstraten (Bélgica) el 1 de noviembre de 2009 bajo la organización de la Unión Europea de Ciclismo (UEC) y la Federación Belga de Ciclismo.

## Medallistas
| Evento   | Oro                         | Plata                               | Bronce                  |
| -------- | --------------------------- | ----------------------------------- | ----------------------- |
| Femenino | Marianne Vos · Países Bajos | Daphny van den Brand · Países Bajos | Helen Wyman Reino Unido |

### Femenino
| Puesto            | Ciclista                 | País            | Tiempo |
| ----------------- | ------------------------ | --------------- | ------ |
| Medalla de oro    | Marianne Vos             | Países Bajos    | 38:40  |
| Medalla de plata  | Daphny van den Brand     | Países Bajos    | 39:17  |
| Medalla de bronce | Helen Wyman              | Reino Unido     | 39:22  |
| 4                 | Kateřina Nash            | República Checa | 39:30  |
| 5                 | Pavla Havlíková          | República Checa | 39:35  |
| 6                 | Sanne van Paassen        | Países Bajos    | 39:48  |
| 7                 | Christel Ferrier-Bruneau | Francia         | 40:11  |
| 8                 | Caroline Mani            | Francia         | 40:11  |

| Predecesor: Liévin 2008 Francia | Campeonato Europeo de Ciclocrós VII edición | Sucesor: · Fráncfort 2010 · Alemania |

- Datos: Q3652595